# Kilomètre carré

Illustration d'une surface d'un kilomètre carré, représentée par un carré d'un kilomètre de côté. Une superficie d'1 km 2 consiste en 100 ha, eux-mêmes contenant chacun 10000 m 2.

Le kilomètre carré (symbole km2) est une unité de mesure de la surface.

## Définition
Un kilomètre carré correspond à la surface d'un carré d'un kilomètre de côté.
Le kilomètre carré est un multiple décimal de l'unité de surface dans le Système international d'unités, le mètre carré, elle-même unité dérivée.
Le préfixe kilo (103) fait référence au kilomètre (1 000 mètres). Une surface d'un kilomètre carré correspond à un million de mètres carrés, par exemple 1 000 mètres multipliés par 1 000 mètres, donc à 1 000 mètres au carré, et non à 1 000 mètres carrés. 
Exemple : un carré ayant un kilomètre de côté a une superficie d'un kilomètre carré (figure ci-contre).

## Conversions
1 km2 est égal à :
- 1 000 000 m2
- 100 ha
- 0,386 702 mille carré
- 247,105 381 acres

Réciproquement :
- 1 m2 = 0,000 001 km2 (soit 1 × 10−6 km2)
- 1 ha = 0,01 km2 (soit 1 × 10−2 km2)
- 1 mille carré = 2,589 988 km2
- 1 acre = 0,004 047 km2

## Ordre de grandeur
Le Vatican, plus petit pays du monde, mesure 0,44 km2 (ou 44 ha). Monaco, deuxième plus petit pays, mesure 2,02 km2.

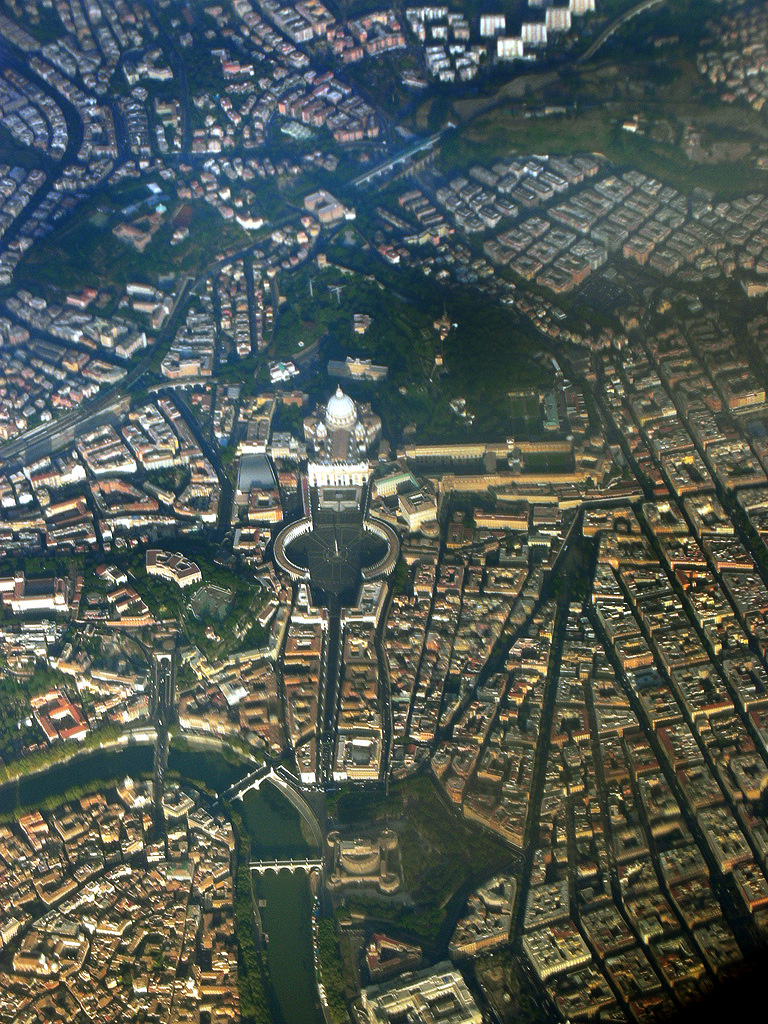
Le Vatican, 0,44 km2.
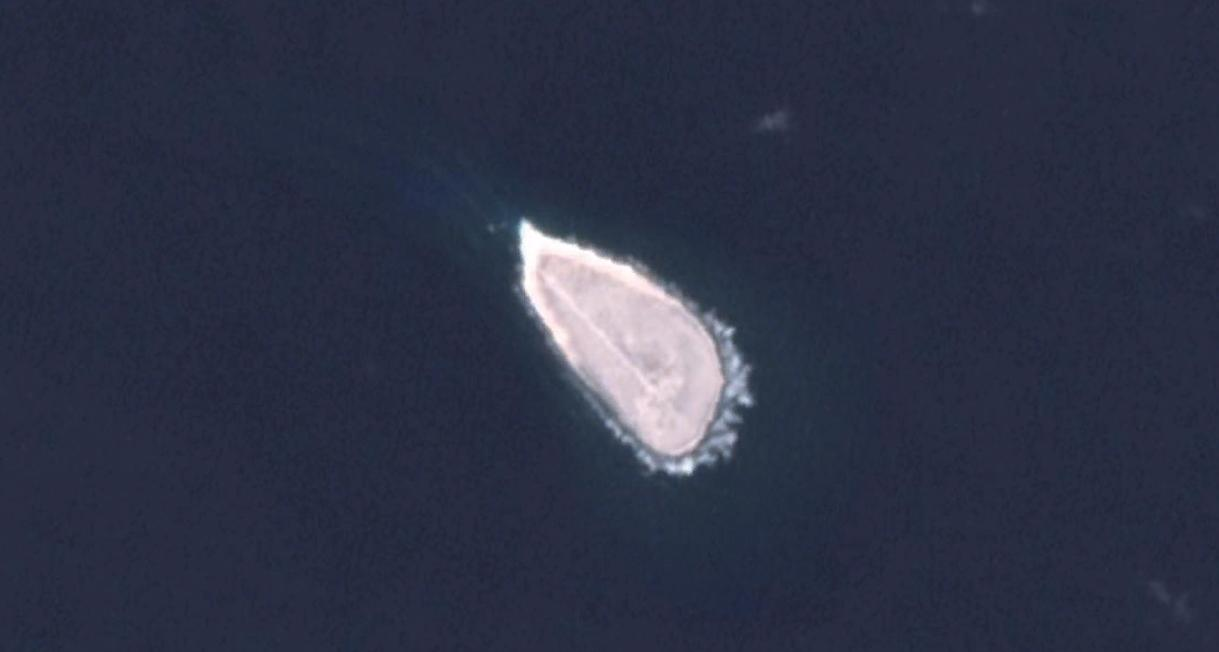
L'île Tromelin, 1 km2.
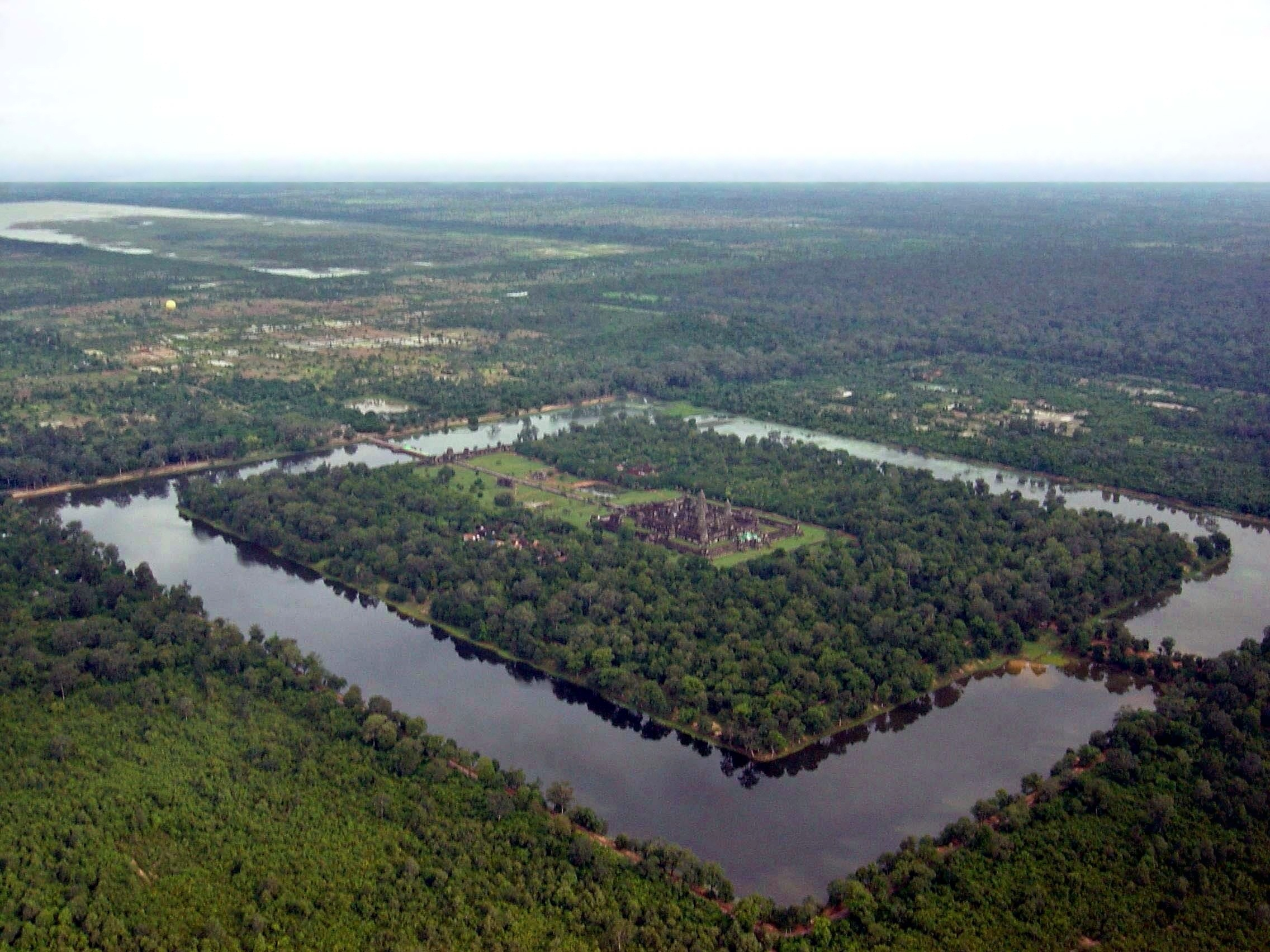
Angkor Wat, environ 1 km2.
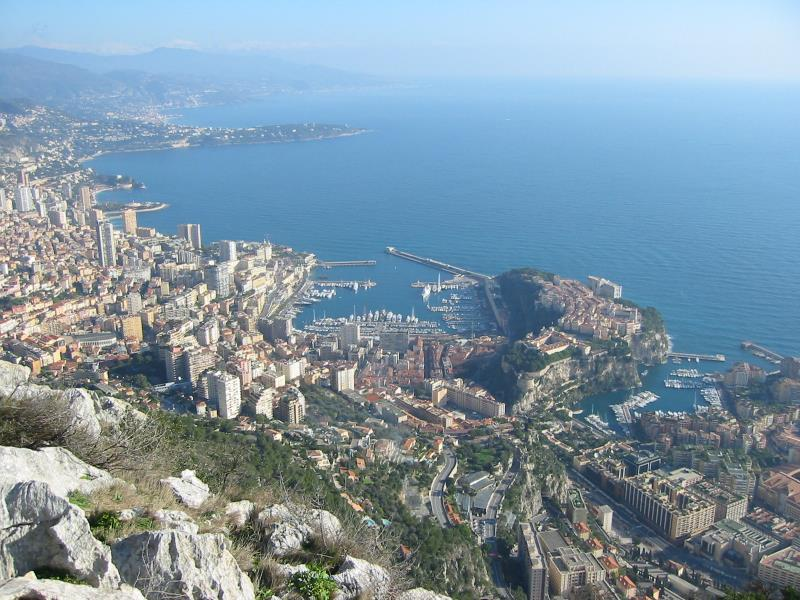
Monaco, 2,02 km2.